# Voûte en berceau
Pour les articles homonymes, voir Berceau (homonymie).

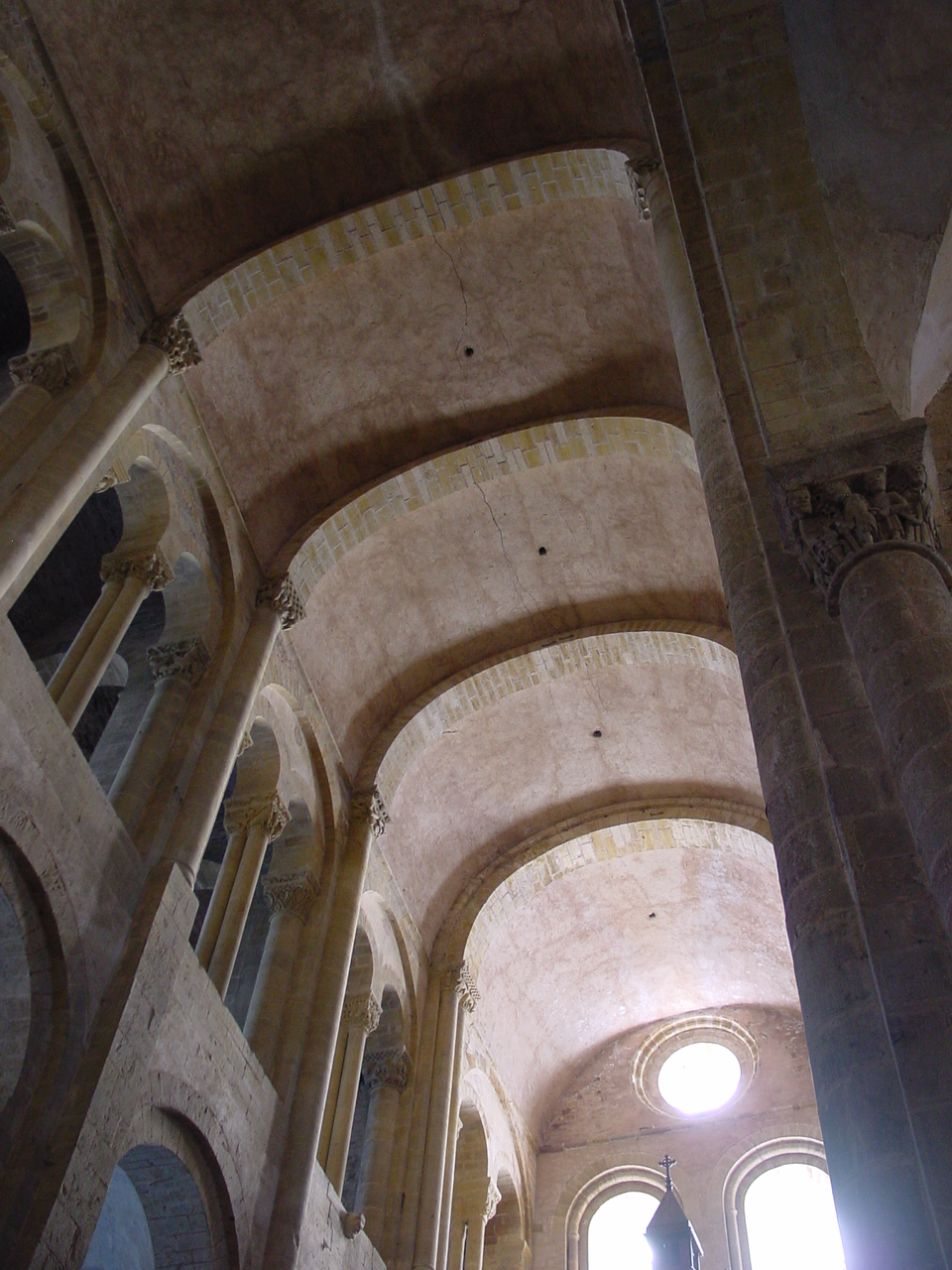
Voûte en berceau de la nef de l'abbatiale Sainte-Foy de Conques.

La voûte en berceau est une voûte qui présente la face de son arc (ou intrados) faite d'une courbure constante ; elle est également définie comme une voûte dont la surface est un cylindre continu.
Son origine est l'arc en plein cintre. Elle est la plus simple et la plus fréquente des voûtes.
Les pierres taillées dont elle est formée s'appellent des voussoirs.

## Histoire
La Mésopotamie et l’Égypte savaient couvrir des espaces avec des arcs et voûtes de briques crues dès le IIIe millénaire ; les plus anciennes voûtes de pierres clavées, en plein cintre, datées, sont celles des chapelles des Divines adoratrices d'Amon à Médinet Habou des XXVe et XXVIe dynasties égyptiennes (VIIe siècle av. J.-C.). Héritière des Étrusques, la Rome antique généralise son usage dans tout l'Empire. Le premier art roman lui accordera une place de choix, où elle fait son apparition en Bourgogne. Elle sera reprise par l’architecture de la Renaissance puis classique.

## Vocabulaire

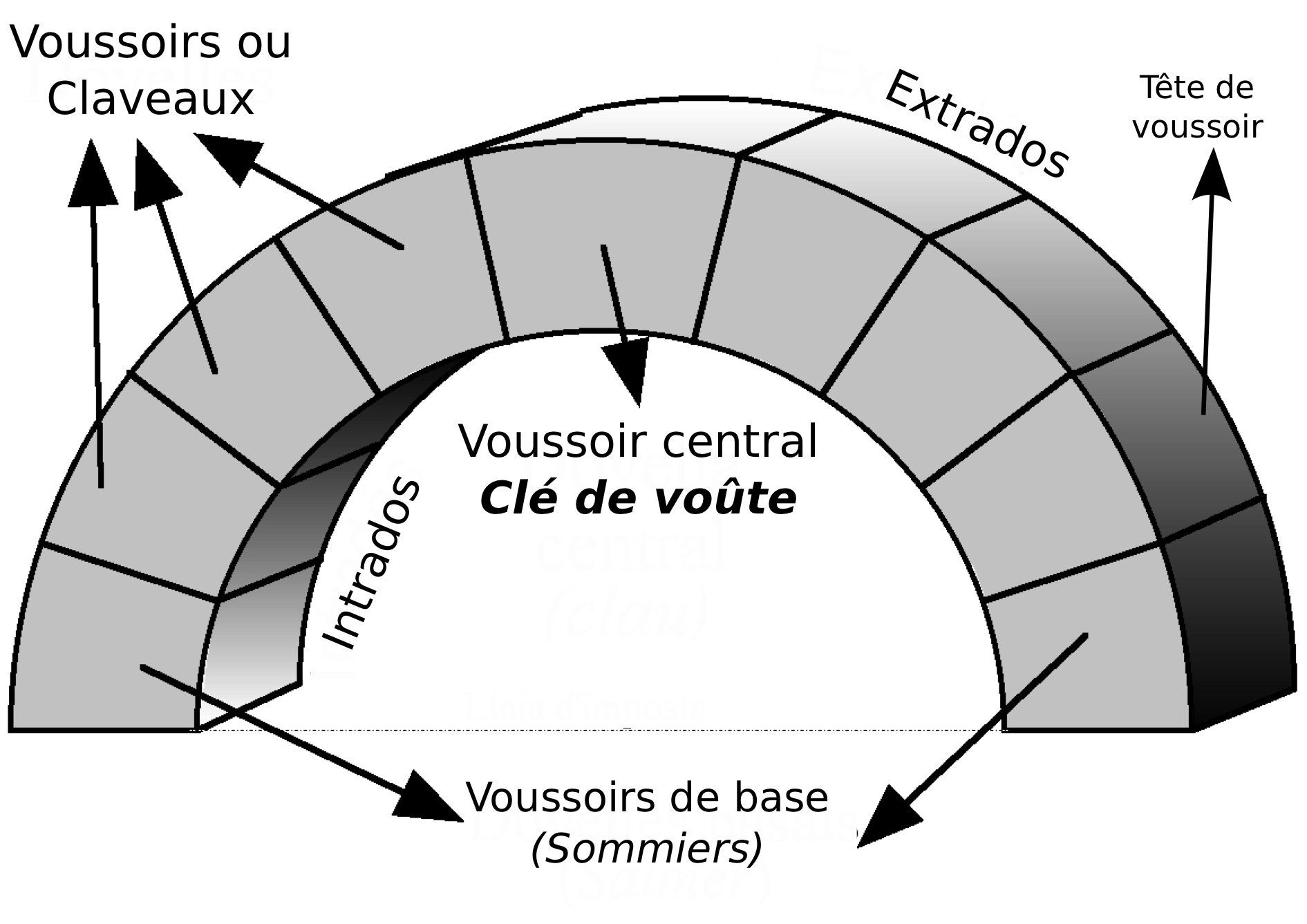
Parties d'un arc ou d'une voûte en plein cintre.

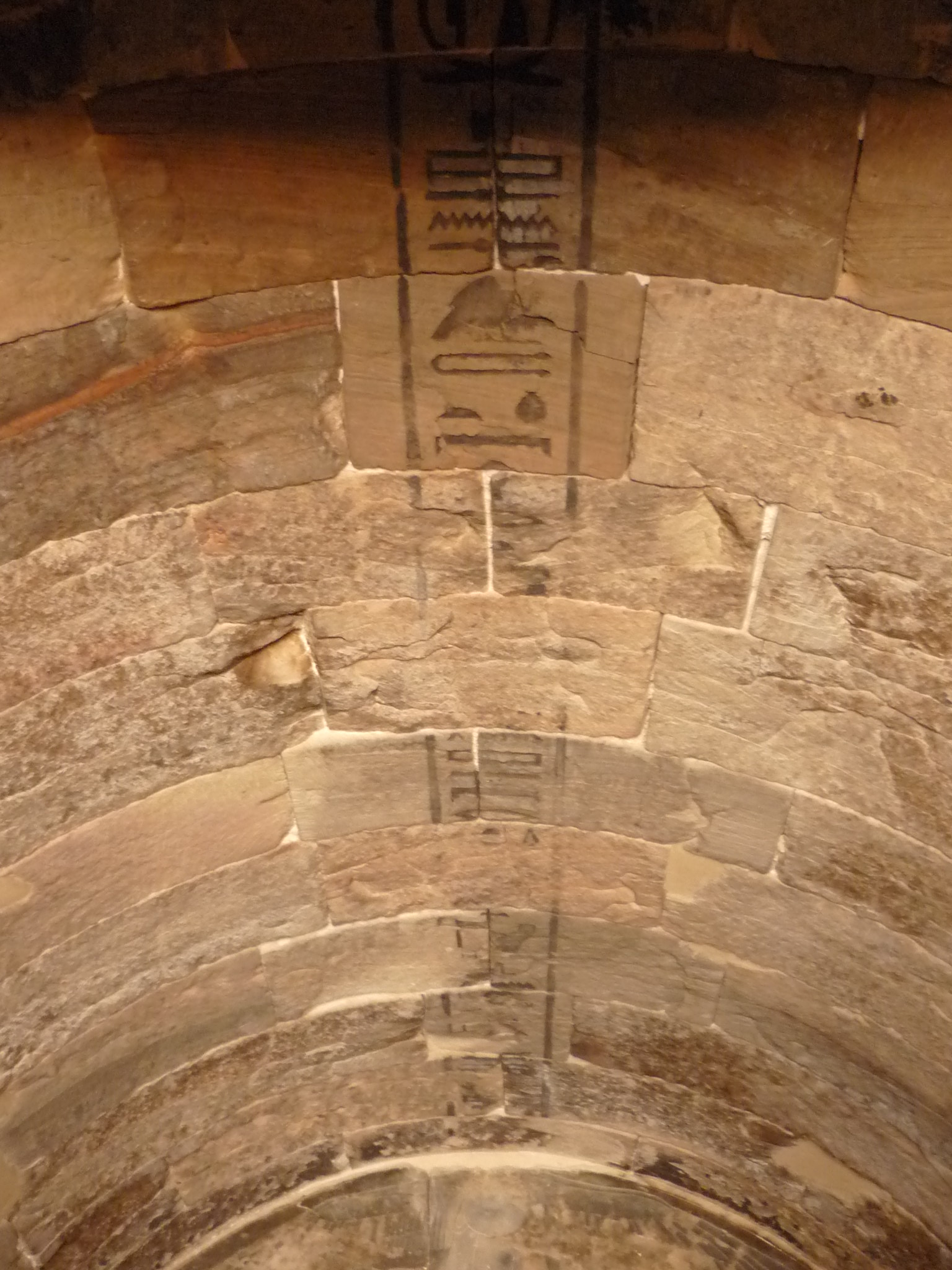
Chapelles des Divines adoratrices d'Amon à Médinet Habou (VIIe siècle).

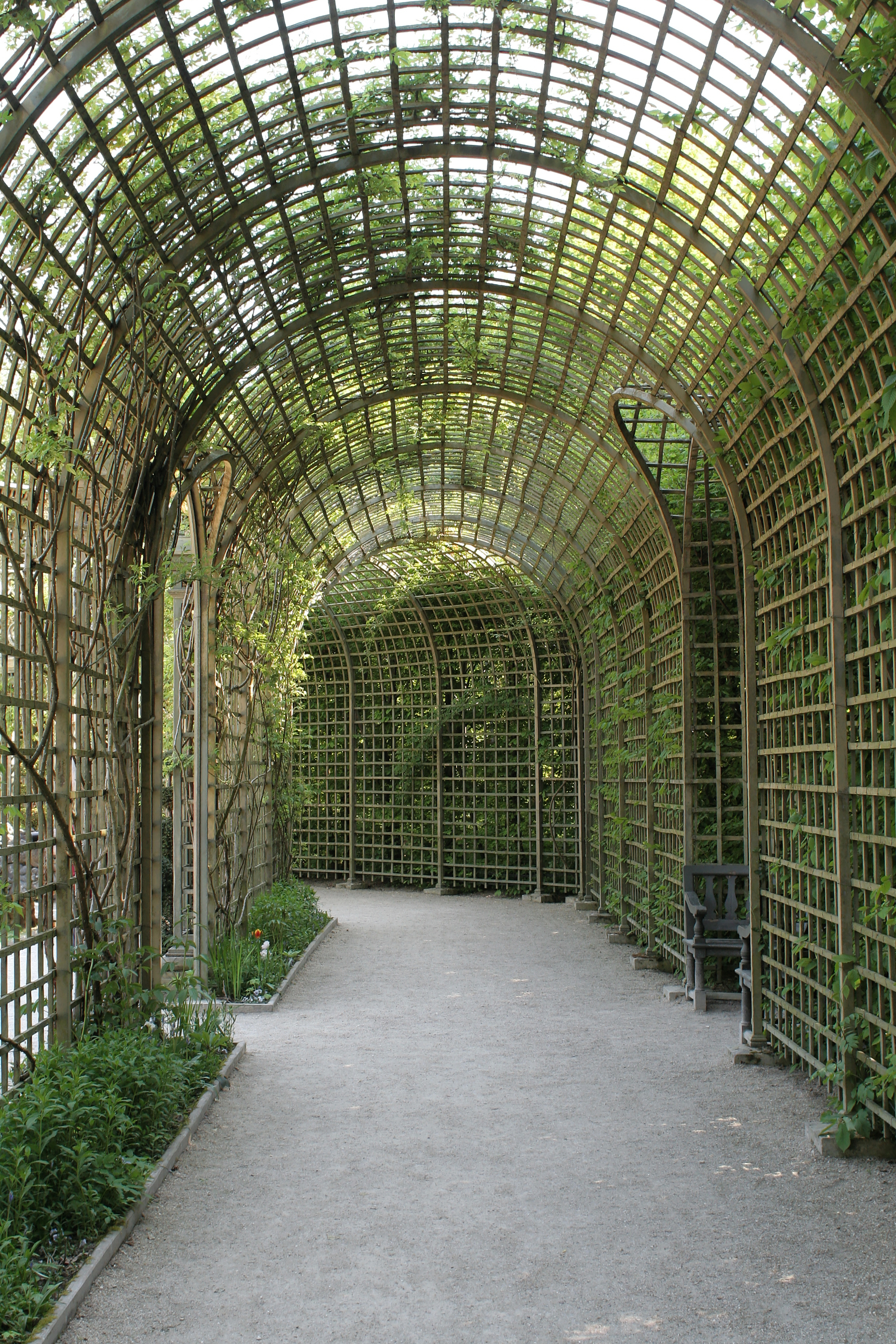
Parc de Versailles, bosquet de l'Encelade, treillage, André Le Nôtre, 1675, cas particulier de voûte en berceau.

La surface cylindrique formant l'intérieur de la voûte se nomme intrados ou douelle et la surface extérieure s'appelle extrados. On donne le nom de cintre à la courbe qui détermine la forme de l'intrados. Chacune des pierres de la voûte se nomme voussoir, chaque rangée horizontale de voussoirs se nomme une retombée. La première retombée de chaque côté de la voûte est celle qui repose sur le plan de naissance, les autres retombées se comptent dans le même ordre, les faces suivant lesquelles se touchent les voussoirs s'appellent joints. Le cintre doit toujours être partagé en un nombre impair de parties autant que possible égales entre elles. Le voussoir du milieu se nomme la clé. Lorsqu'un berceau a peu de longueur, on lui donne le nom de porte. L'intersection de deux voûtes en berceau peut se négocier par ce qu'on appelle une voûte d'arêtes.

## Les différents types de voûtes en berceau
Une voûte en berceau a un intrados suivant une surface cylindrique. Cette surface est définie par :
- la directrice : la courbe définie dans un plan donnant la forme de la voûte,
- la génératrice : la droite décrivant la surface d'intrados de la voûte en se déplaçant par translation le long de la directrice.
- voûte en lambris : voûte en berceau de bois avec lambris visibles[6].

La directrice peut être :
- un demi-cercle ou arc en plein-cintre : voûte en berceau ou voûte en berceau plein-cintre,
- un quart de cercle : voûte en demi-berceau,
- un arc brisé : voûte en berceau brisé,
- un arc rampant : voûte en berceau rampant,
- un arc en anse de panier : arc dont la courbure n'est pas constante, en général formé de plusieurs arcs de cercle (arc en anse de panier à trois centres, à cinq centres…).

Les voûtes en berceau peuvent être :
- une voûte en berceau longitudinal, c'est le cas le plus courant du vaisseau central d'une église romane,
- une voûte à berceaux transversaux, c'est le cas de la voûte du vaisseau central de l'abbatiale de Tournus.

La voûte en berceau brisé se rencontre souvent dans les églises des abbayes cisterciennes. La voûte en demi-berceau se rencontre dans les bas-côtés d'églises romanes.
Dans le déambulatoire semi-circulaire d'une église romane, on peut trouver une voûte à berceau tournant.
Dans un escalier, on peut avoir une voûte annulaire ou voûte en berceau hélicoïdal plein-cintre pour laquelle la génératrice est une hélice et la directrice un arc en plein-cintre.
La voûte en berceau peut être renforcée par des doubleaux :
- quand il n'y a pas de doubleau : voûte en berceau continu ;
- quand il y a un doubleau à chaque travée : voûte en berceau fractionné.

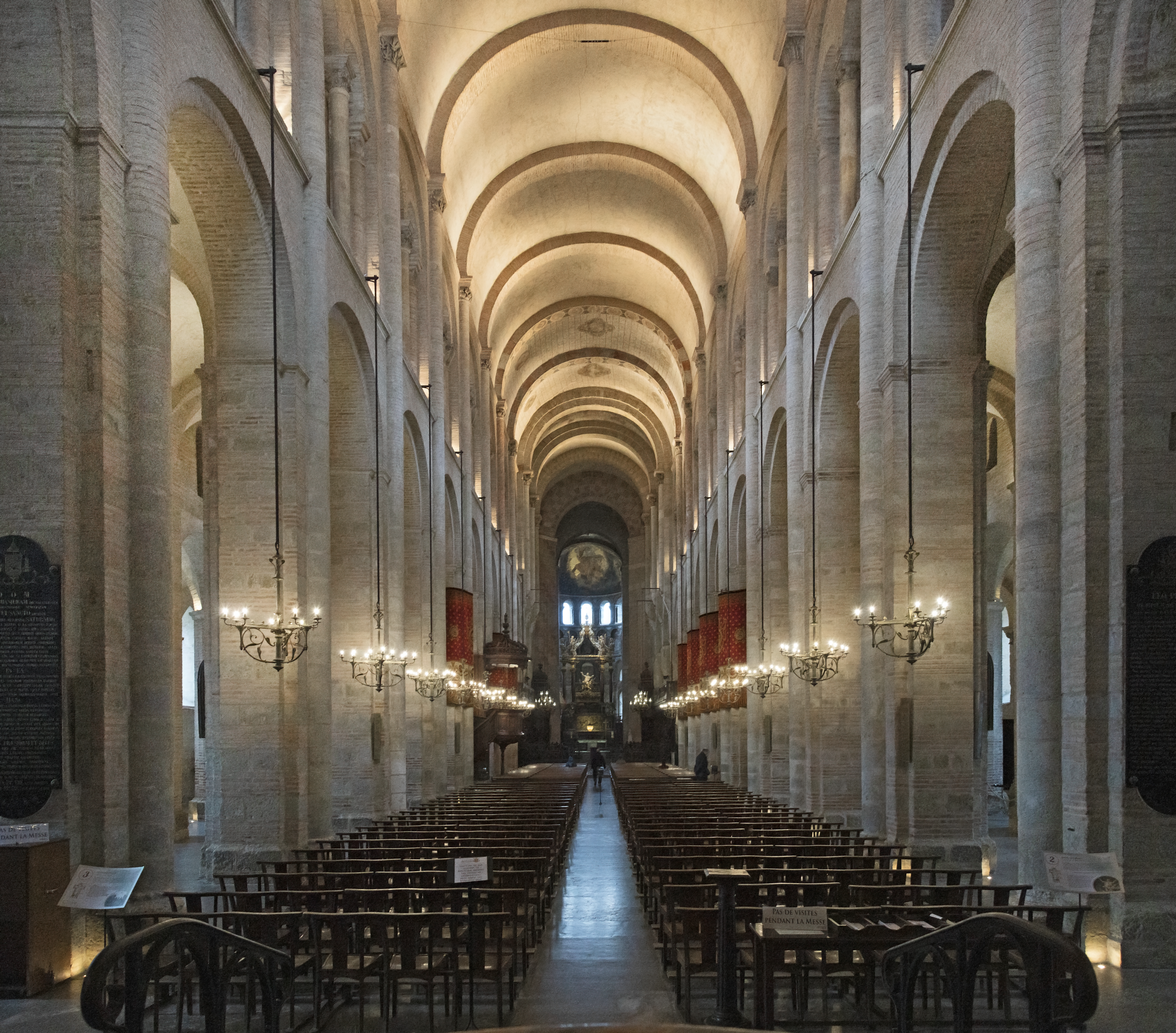
Saint-Sernin (Toulouse) : berceau longitudinal avec doubleaux, berceau fractionné.
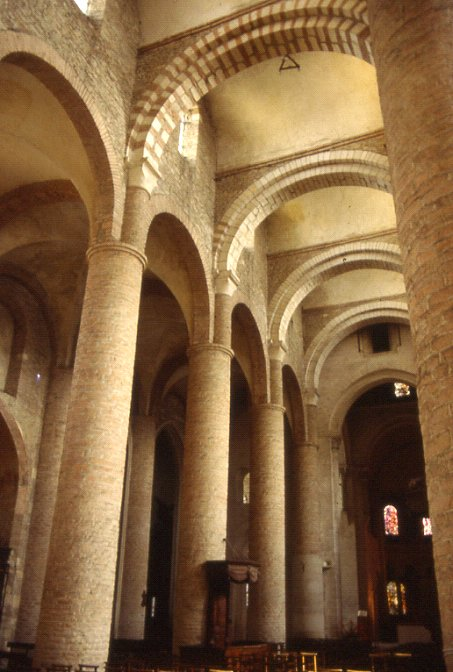
Abbatiale de Tournus : berceaux transversaux.
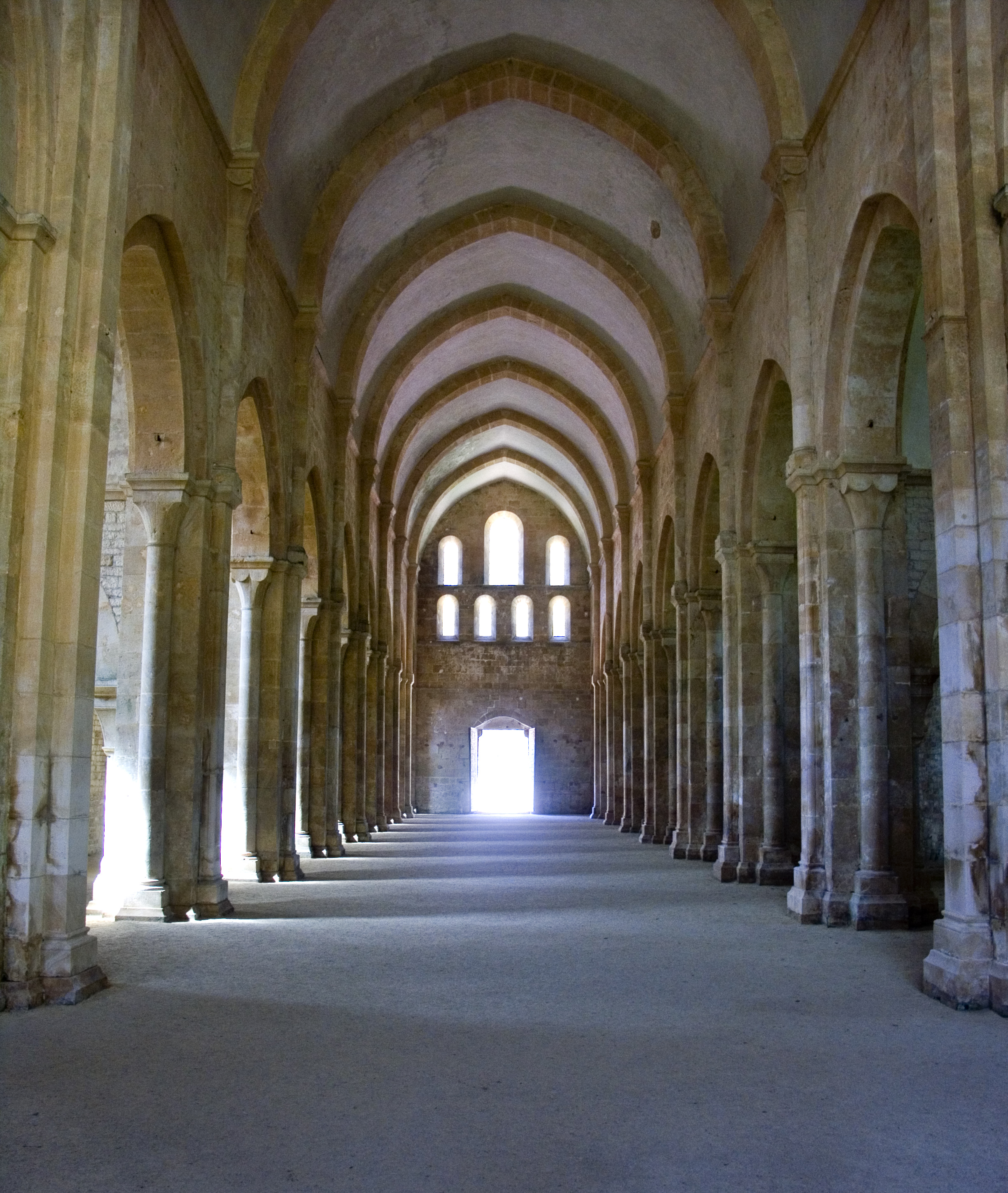
Abbaye de Fontenay : berceau brisé avec doubleaux.
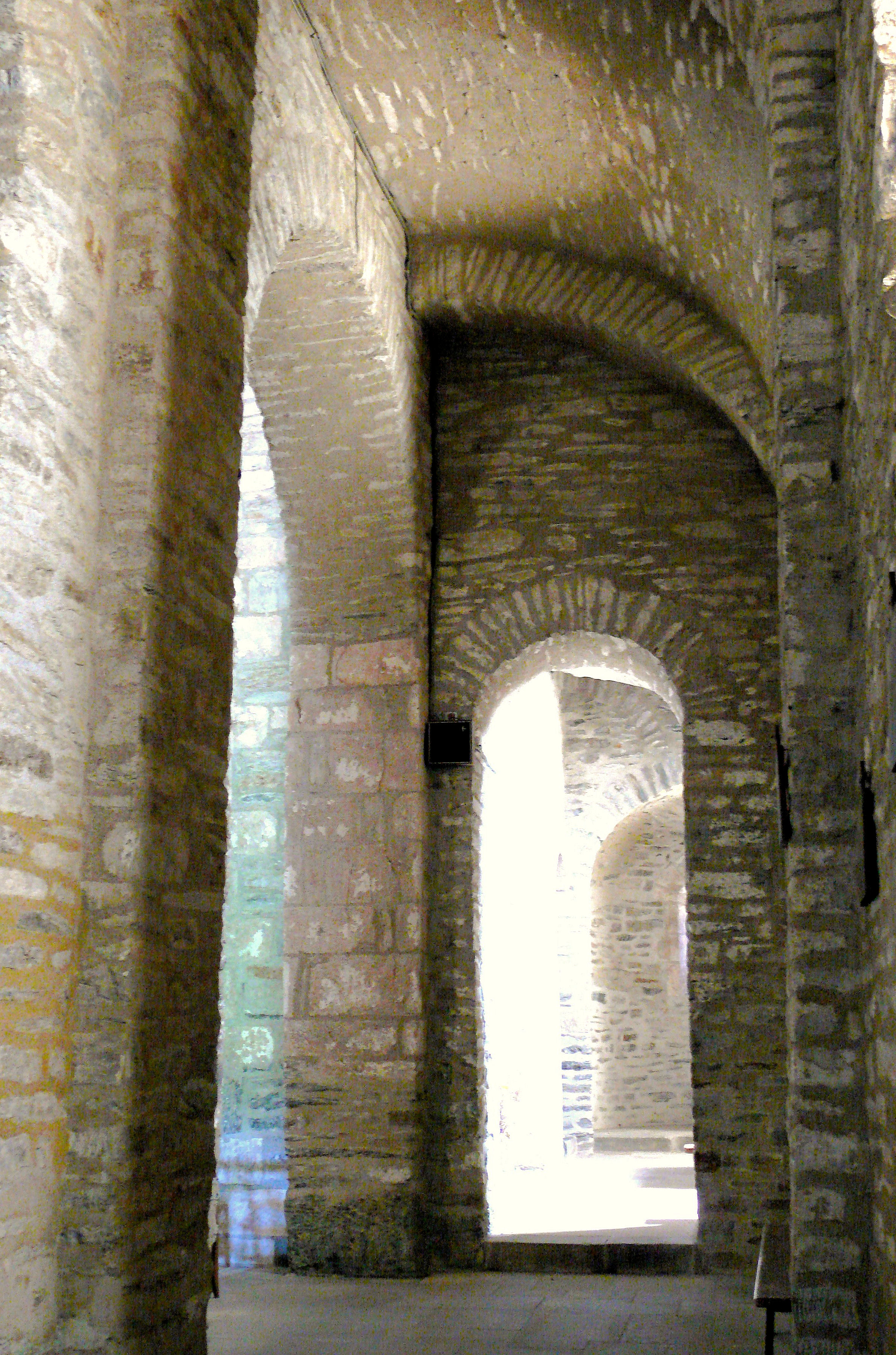
Bas-côté du prieuré d'Ambialet : demi-berceau.

Quand les pierres de taille sont de même taille et sont placées en rangs d'éléments (assises) de même hauteur posées parallèlement à la clé : voûte assisée en berceau continu.
Une voûte en berceau peut être appareillée en rouleaux, un rouleau étant un arc. Ce type de voûte est donc constitué d'une succession d'arcs : voûte en berceau appareillée en rouleaux.
Quand la génératrice est inclinée : voûte en berceau incliné.

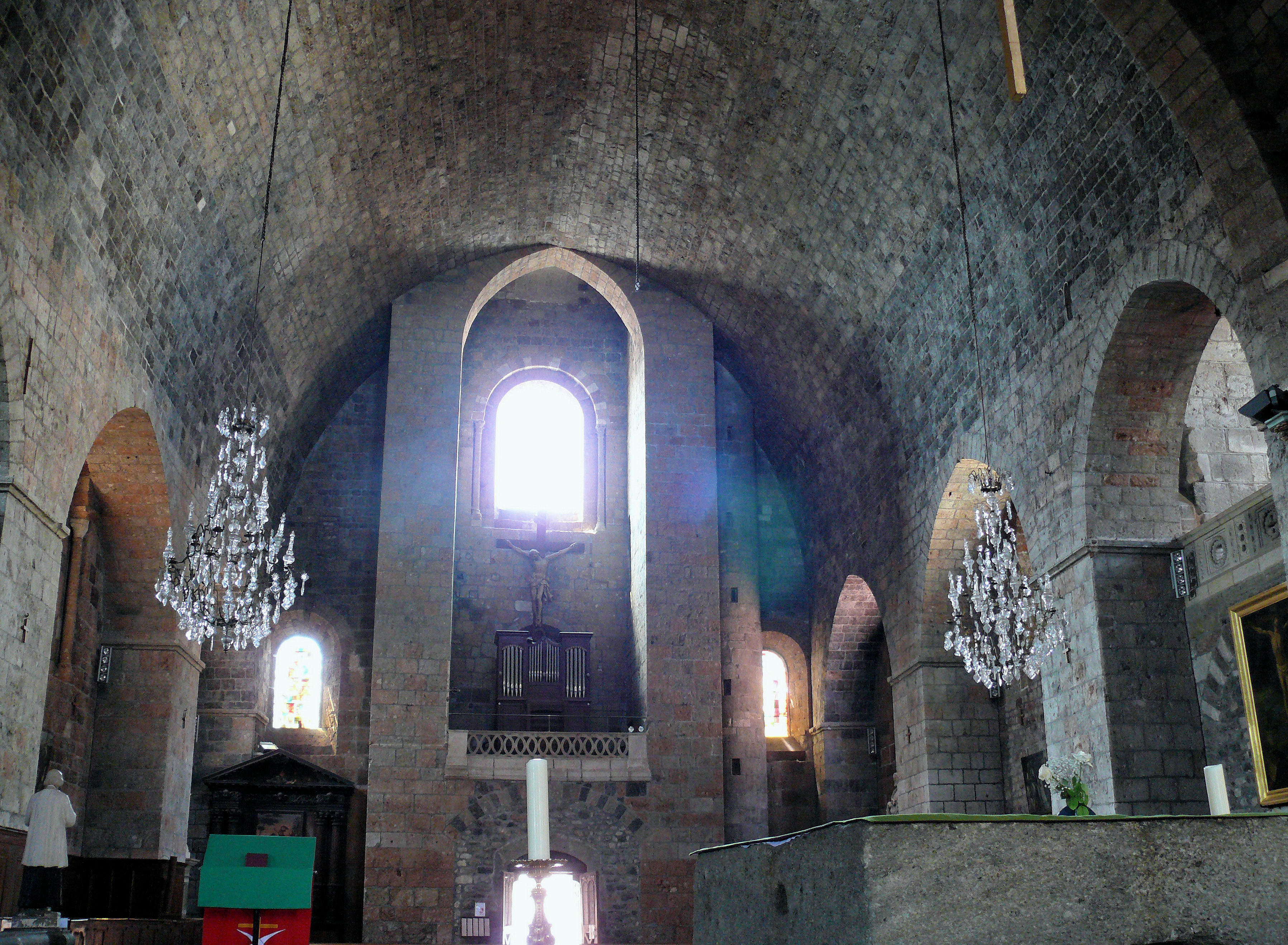
Collégiale Saint-Georges de Saint-Paulien : voûte assisée en berceau continu,
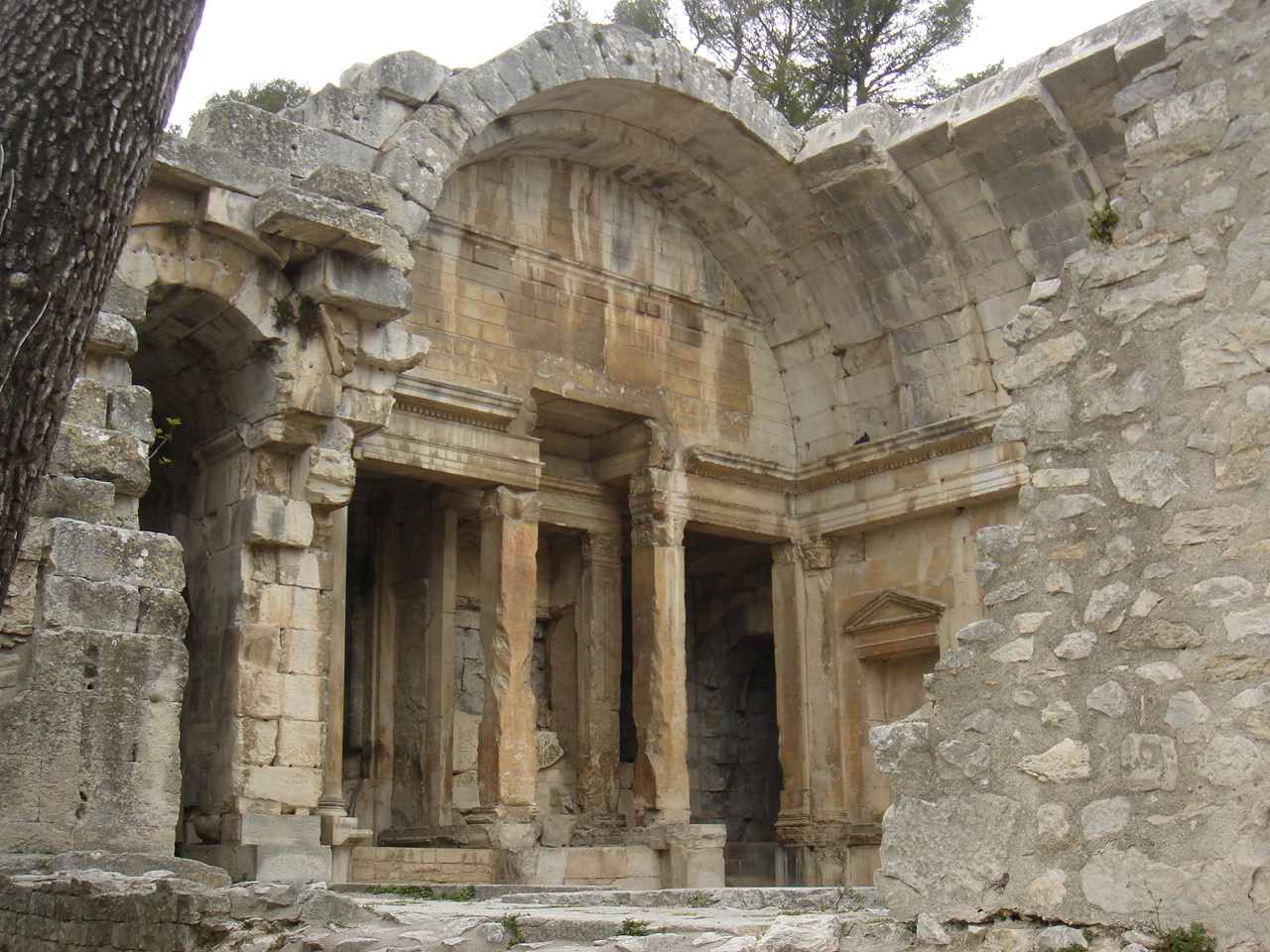
Temple de Diane, Nîmes : voûte en berceau appareillée en rouleaux.

Quand la génératrice est verticale, il s'agit d'une voûte en berceau vertical. Pour répartir les charges sur une fondation de plusieurs murs parallèles d'un bâtiment, la voûte est inversée : voûte en berceau renversé.

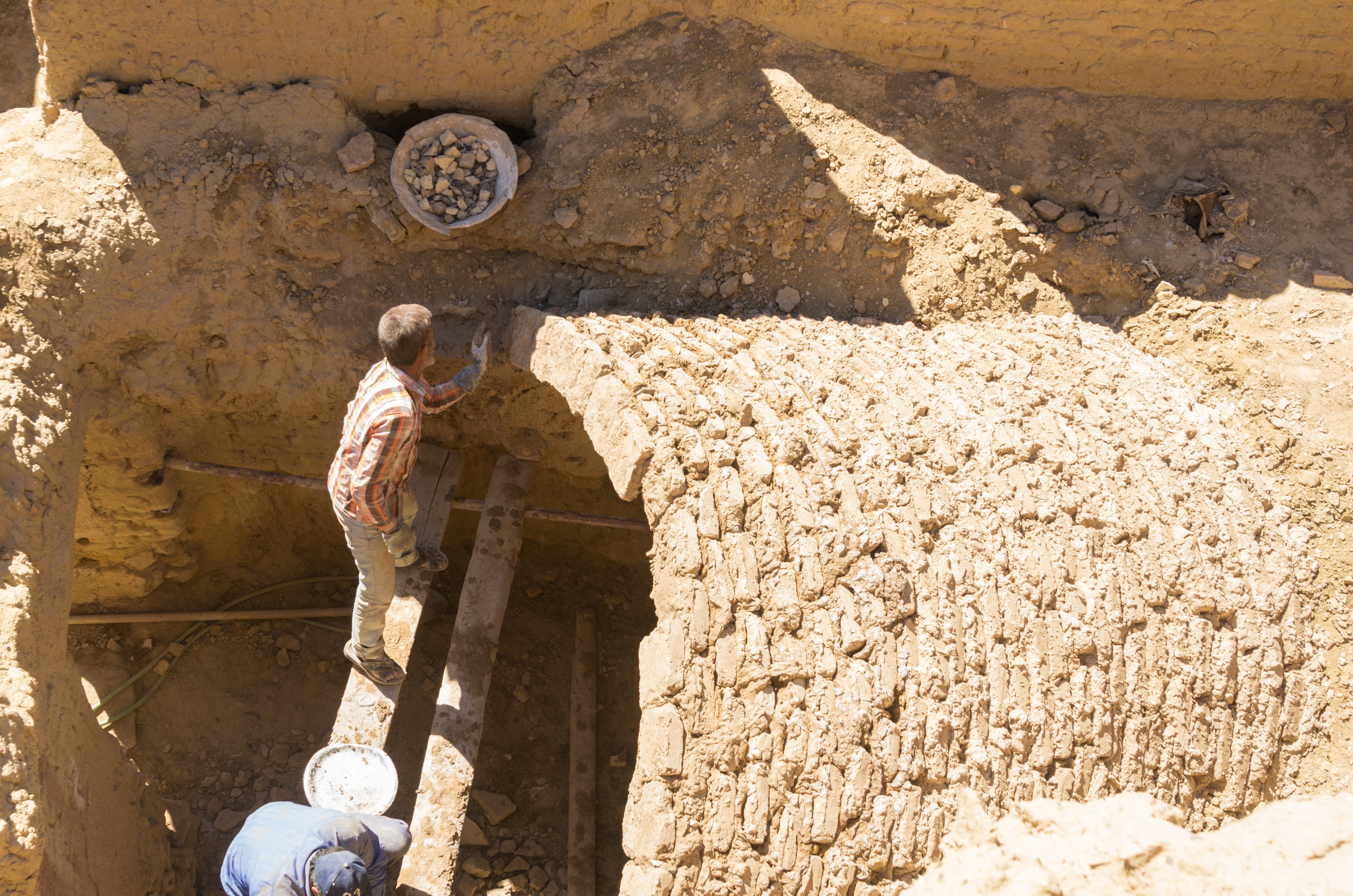
Voûte en tranches inclinées, Kharanaq, Iran.

## Construction
La construction se fait sur des cintres, quelquefois sans cintres, dans la voûte en tranches inclinées.